# El Rosario, Ayutla de los Libres
El Rosario är en ort i Mexiko.   Den ligger i kommunen Ayutla de los Libres och delstaten Guerrero, i den södra delen av landet, 280 km söder om huvudstaden Mexico City. El Rosario ligger 192 meter över havet och antalet invånare är 430.
Terrängen runt El Rosario är platt åt sydväst, men åt nordost är den kuperad. Runt El Rosario är det ganska tätbefolkat, med 58 invånare per kvadratkilometer. Närmaste större samhälle är Ayutla de los Libres, 8,8 km nordost om El Rosario. Omgivningarna runt El Rosario är en mosaik av jordbruksmark och naturlig växtlighet.